# Hippolyte Auger
Hippolyte Auger, nacido el 25 de mayo de 1797 en Auxerre y fallecido el 5 de enero de 1881 en Menton, fue un escritor francés. Todavía es conocido por su Physiologie du théâtre, obra aparecida en 1839 y 1840. También fue traductor del ruso y redactor del  Journal de Saint-Pétersbourg.

## Biografía
En 1810, a la edad de catorce años, Hippolyte Auger abandonó su Borgoña natal, con el acuerdo de sus padres, para trabajar en París. Fue contratado en una tienda de tejidos ubicada cerca del Palacio Real, y que lleva el nombre de Mamelouk. El encanto alegre del adolescente ejercía influencia sobre todo en los hombres. Así hizo amistades  que serían determinantes en el transcurso de su vida, como por ejemplo las de su compatriota, el bibliófilo Alexandre Martineau de Soleinne (1784-1842), cuya colección teatral ha sido descrita en 5 volúmenes por Paul Lacroix. La atracción que le producían los  soldados rusos presentes en París a consecuencia de la abdicación de Napoleón en 1814 y, sobre todo, su amistad con el oficial Nikolai Mijailovich Evreinov (1787-1841) fueron suficientes para ser reclutado por el ejército del zar Alejandro I a los dieciocho años.
En San Petersburgo, se lía con el aristócrata Philippe Philippovitch de Wiegel, que le apoyó durante casi toda su vida, y que le permitió conocer a la familia imperial y a miembros de la alta nobleza rusa. Su conexión con Mijail Lunin (1787-1845), que desea distanciarse de su padre, explica su regreso a París, en compañía de este amigo. Mijail Lunin, después más de un año pasado en Francia, vuelve a Rusia para heredar de la fortuna de su padre y tomar un papel en la política: Hippolyte Auger se quedó en  París y se vio obligado a ganarse la vida. Escribió obras de teatro; después entró al servicio de un rico diplomático escocés, William Drummond (1770-1828), destinado en Italia.
De regreso a Francia, Hippolyte Auger se relacionó con los sansimonistas, concretamente con  Hippolyte Carnot (1801-1888) y Philippe Joseph Benjamin Buchez (1796-1865), y toma parte activa en sus reuniones. Gracias a  la producción editorial de este grupo, llegó a conocer a Honoré de Balzac, que en aquel entonces trabajaba de impresor. Logró numerosos éxitos teatrales, hasta que su concepción educativa de la escritura teatral choca con la potente Sociedad de autores, que quiere que las obras no sean más que divertimientos. Hippolyte Auger decide volver a Rusia atraído por a un proyecto literario: la refutación, apoyada por el Zar, de la célebre obra de Astolphe de Custine, La Russie en 1839. Este pretexto fue abandonado finalmente, pero Auger permaneció todavía algún tiempo en San Petersburgo.
Pasó los últimos años de su vida tanto en París, como en la Costa Azul. En Tolón, se relaciona con un juez de paz erudito y bibliófilo, Alexandre Mouttet (1814-1901), a quien encarga editar sus Mémoires. Publicadas de forma póstuma, en 1891, y digitalizados por la BNF, las memorias de Hippolyte Auger dejan ver discretamente, a medias tintas, la homosexualidad del autor, confirmada por la presencia de su nombre en el registro de los pederastas de la Jefatura de policía de París. Sobre todo se nota en la fina descripción de la notoria pareja homosexual formada por Joseph Fiévée (1767-1839) y Théodore Leclercq (1777-1851), a los que visitó en compañía del actor de teatro Armand (1773-1852), cuyo nombre figura igualmente en el registro de los pederastas de la Jefatura de policía de París.

## Obra
- Traducción de Karamzín, Marpha, ou Novgorod conquise (1818) (ediciones Corvey)
- Boris, novela (1819)
- Ivan VI ou la forteresse de Schlusselbourg (1819)
- Rienzi (1820)
- Gabriel Vénance, histoire écrite par lui-même (1818)
- Le Prince de Machiavel, ou la Romagne de 1502 (1834)
- Moralités (1834)
- la Femme du monde et la femme artiste (1837)
- Tout pour de l'or (1839)
- Advotia, roman russe (1846)
- Un Roman sans titre (1846)
- Marcel, ou l'intérieur d'un ménage, obra de teatro estrenada el 7 de febrero de 1838 en el Teatro de la Gaîté
- Mademoiselle Bernard, ou l'autorité paternelle, comedia vodevil (1838)
- La Folle, drama en tres actos, estrenada el 26 de enero de 1836 en el Teatro del Ambigu-Comique
- Pauvre Mère, drama en cinco actos, estrenada el 11 de noviembre de 1837 en el Teatro de la Gaîté
- Essai historique sur la république de San-Marino (1827)
- Physiologie du théâtre (1840)
- Théâtre de Beaumarchais (1842)